# Lygodactylus williamsi
Il geco blu elettrico (Lygodactylus williamsi Loveridge, 1952), noto anche come geco turchese nano o geco nano di William, è una specie di lucertola della famiglia dei gechi, in pericolo di estinzione critico, endemica di una piccola area della Tanzania.
Gli esemplari illegali catturati in natura sono ampiamente venduti nel commercio di animali domestici, spesso descritti erroneamente come allevati in cattività. Sebbene L. williamsi possa essere allevato in cattività, i giovani richiedono molta cura, rendendo difficile la riproduzione su larga scala. Un progetto di riproduzione in cattività e un libro genealogico sono stati avviati dai giardini zoologici di EAZA, nel 2013.
La specie è stata posta sotto la protezione dell'EU Appendix nel dicembre 2014, e sotto la protezione dell'EU Appendix A nel gennaio 2017, e sotto la protezione del CITES Appendix nel gennaio 2017. L'animale non può essere tenuto o venduto nell'Unione Europea senza documentazione e permessi, rinnovabili ogni tre anni, e gli esemplari devono essere registrati. Restrizioni simili si applicano anche in altre giurisdizioni.

## Descrizione

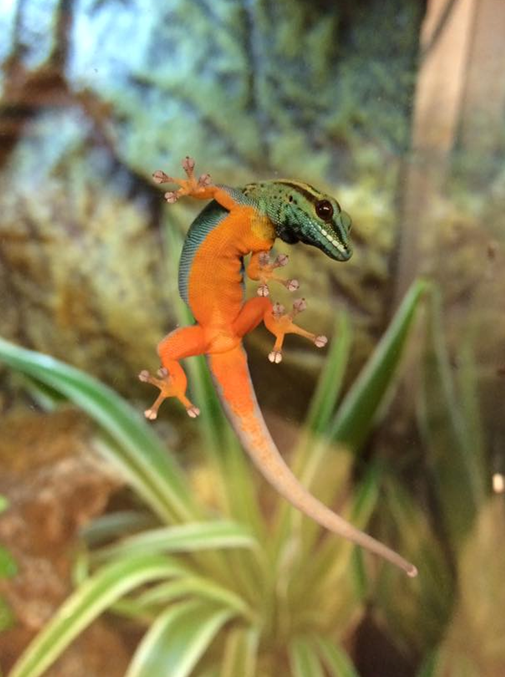
Un esemplare maschio mostra l'addome color arancio

I maschi sono di un blu brillante con pesanti strisce nere sul muso e sulla gola, hanno pori preanali visibili e rigonfiamenti emipenili. Le femmine variano dal marrone/bronzo al verde brillante, e hanno poche o nessuna strisce nere sulla gola. Le femmine possono facilmente essere confuse con maschi giovani o socialmente repressi che sono anch'essi verdi, a volte presentando un colorito bluastro. La parte inferiore di entrambi i sessi è arancione. I colori degli esemplari variano a seconda dell'umore e della temperatura. I maschi possono variare dal nero o grigio al blu elettrico brillante. Le femmine, invece, variano dal marrone scuro al verde brillante con riflessi turchesi. La lunghezza negli adulti (senza contare la coda) è compresa tra 5-8 centimetri (2,0-3,1 pollici).
Una Lygodactylus spp. guida all'identificazione di questi animali è stata pubblicata online dalla CITES, in gran parte per l'uso dei doganieri (le spedizioni illegali di questi gechi sono spesso intenzionalmente etichettate in modo errato).

## Distribuzione e habitat
In natura, i gechi blu elettrico vivono esclusivamente sul (lista rossa endemica) pandano, Pandanus rabaiensis, principalmente nella corona fogliare. Vivono solo su grandi alberi, quelli con foglie lunghe più di 1 metro. Una corona di foglie singole contiene tipicamente un singolo individuo, o un maschio adulto e una femmina adulta con la propria prole. Si nutrono di piccoli insetti e bevono l'acqua che si ferma sulle foglie della pianta. Talvolta si nutrono anche di nettare.

### Perdita dell'habitat
I collezionisti abbattono quotidianamente gli alberi su cui vivono questi gechi per catturarli, distruggendo a loro volta l'habitat dell'animale. Si pensa che la maggior parte dei gechi muoia proprio mentre vengono spediti al mercato illegale. Il commercio di animali domestici è probabilmente la principale causa della perdita dell'habitat dell'animale.
Anche l'habitat della foresta tropicale del geco blu elettrico si sta riducendo e frammentando a vista d'occhio. Purtroppo, nessuna delle riserve forestali del bacino in cui ciò si verifica è ben protetta. La foresta è seriamente minacciata dai bracconieri di animali domestici, dalla bonificazione per i terreni agricoli, dal disboscamento illegale, dagli incendi sempre più frequenti, dall'estrazione di rubini, tormalina, rodolite, oro, dolomite e calcare da affioramenti su cui crescono gli alberi prediletti da questi animali. Anche l'introduzione di alberi invasivi come la Cedrela sono una minaccia. Oggigiorno, pochissimo areale della foresta è rimasta inalterata.

## Biologia

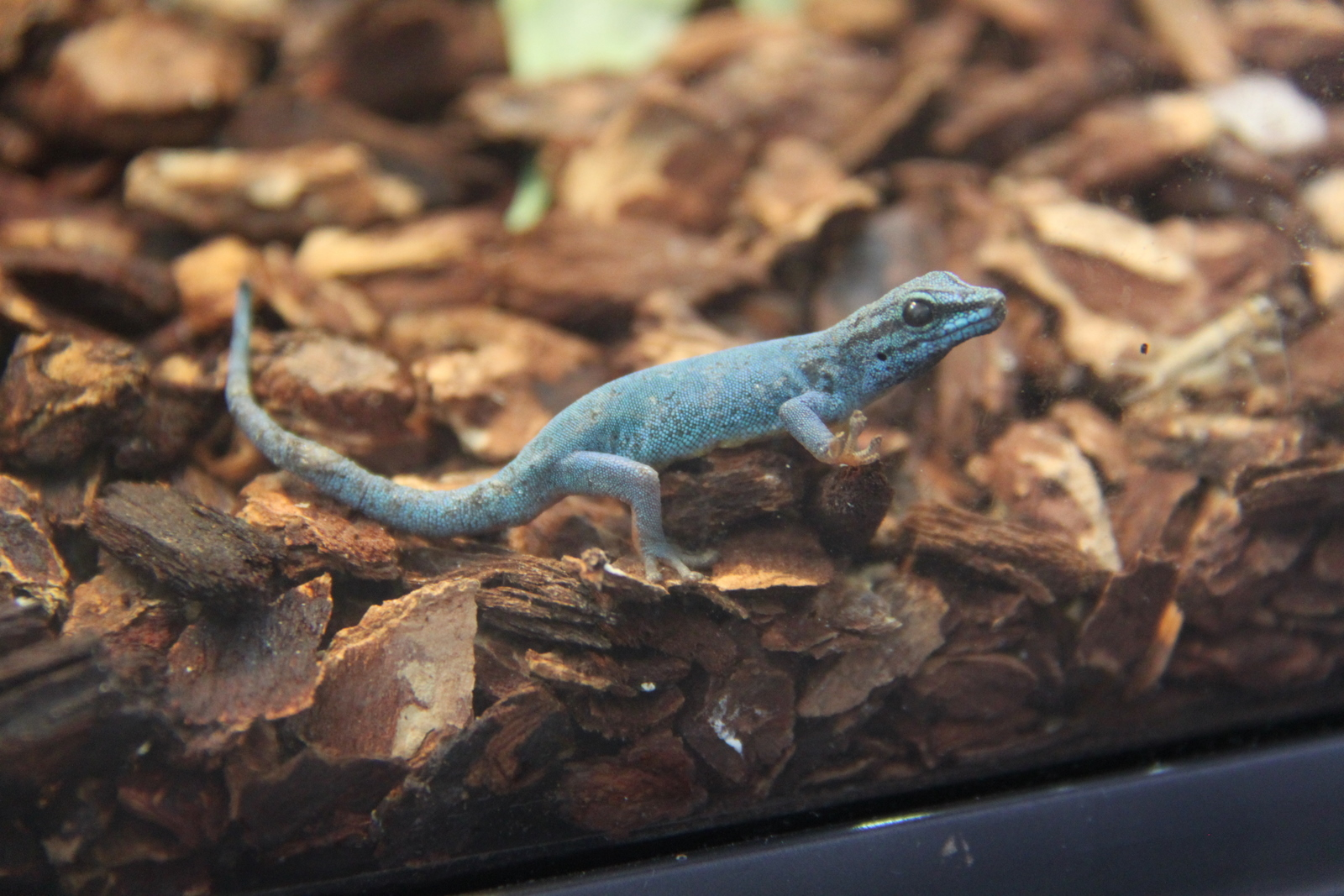
Un esemplare maschio, al Berkenhof Zoo

### Comportamento
Come tutti i gechi dei generi Lygodactylus e Phelsuma, questa specie è diurna. Sono animali audaci, attivi e sociali. I maschi sono territoriali e generalmente non tollerano la presenza di altri maschi. I gesti sociali includono l'appiattimento laterale, sbuffi prodotti dalla gola, l'inarcamento e lo scuotimento della testa e l'agitare la coda.

### Riproduzione
I maschi corteggiano le femmine appiattendosi lateralmente, producendo sbuffi dalla gola e agitando la testa. Due o tre settimane dopo la copula, la femmina depone una frizione di 1 o 2 uova bianche, dal guscio duro delle dimensioni di un pisello che vengono incollate su una superficie in un luogo sicuro e nascosto. Le uova si schiudono dopo un'incubazione compresa tra i 60 e i 90 giorni.

## Conservazione
La sopravvivenza di questo geco è per lo più minacciata dalla cattura (del tutto illegale) in natura di esemplari per il commercio internazionale di animali esotici. È in pericolo critico e si pensa che la popolazione diminuisca rapidamente.
Anche se il commercio di gechi blu elettrico selvatici è illegale, i gechi selvatici sono comunemente venduti nei negozi di animali. Si stima che tra dicembre 2004 e luglio 2009, almeno un gruppo di collezionisti abbia prelevato tra i 32.310 e i 42.610 gechi, circa il 15% della popolazione selvatica dell'epoca.

### Areale attuale
Il geco blu elettrico si trova solo in 8 km2 (3.1 miglia quadrate) della foresta di Kimboza, nella riserva forestale di Ruvu, Mbagalala e Muhalama ad un'altitudine di 170-480 metri (560-1.570 piedi). Queste riserve sono situate ai piedi dei Monti Uluguru nella Tanzania orientale.
La sottopopolazione nella riserva forestale di Kimboza è stata stimata a soli 150.000 esemplari adulti, nel 2009. Le dimensioni delle rimanenti sottopopolazioni è sconosciuta, ma non si crede che il loro numero possa contribuire in modo significativo alla popolazione totale. I due siti noti al di fuori delle aree protette sono minuscoli: uno è costituito da 14 alberi di Pandanus (il resto è stato ripulito per le piantagioni di banane) e l'altro è altrettanto vicino alla scomparsa.